# Moscheea Șahului
Moscheea Șahului sau Masjid-e Shah (Moscheea Regală) este o moschee din orașul Isfahan, din Iran. Ea este una dintre cele mai frumoase moschei din lume și este una dintre cele mai mari capodobere ale arhitecturii islamice din Iran.

## Istorie și arhitectură

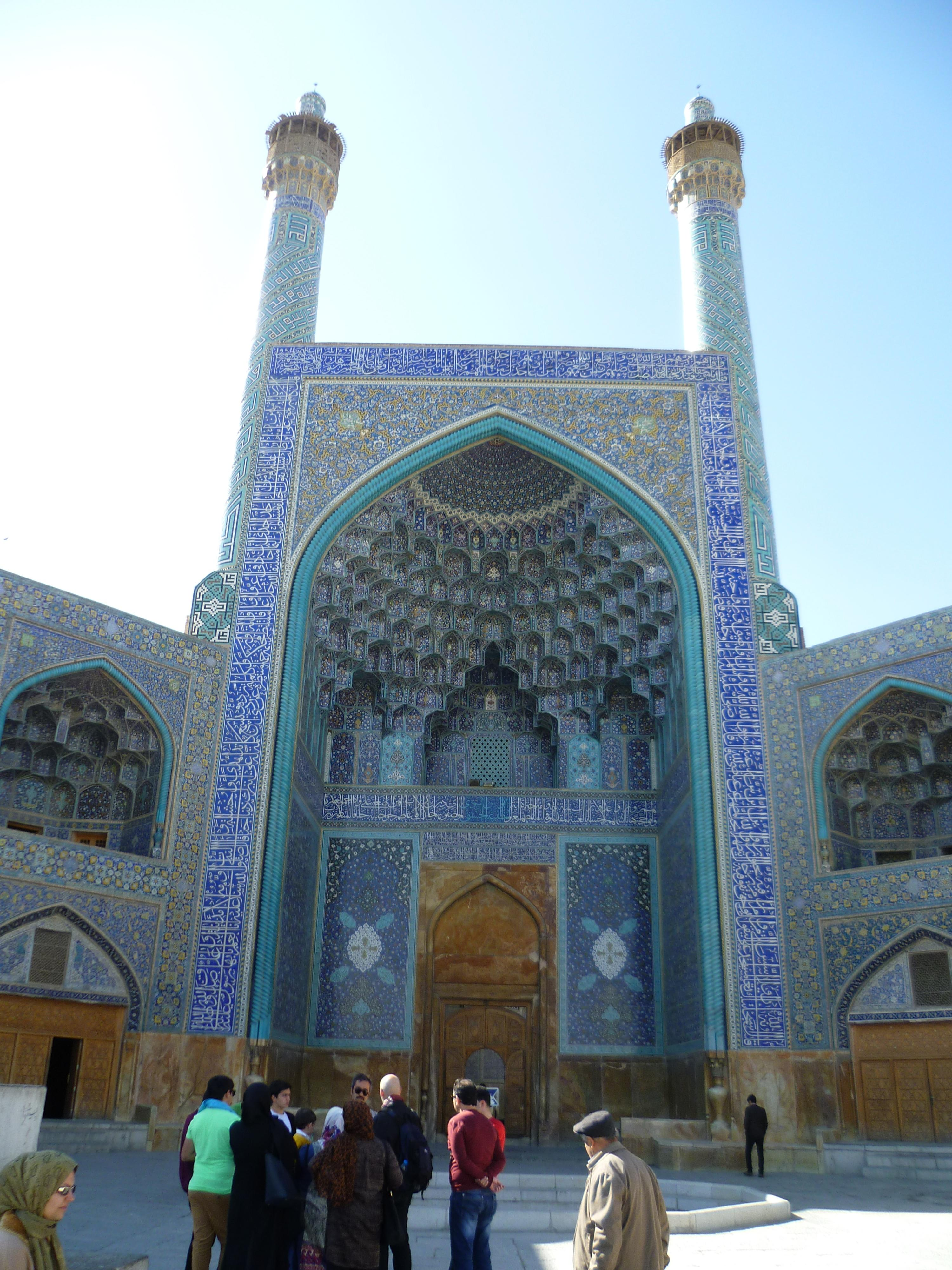
Imaginea surprinde intrarea principală a Moscheii Șahului din Isfahan, Iran, evidențiind arhitectura islamică tradițională prin cupola sa impunătoare, mozaicurile detaliate în nuanțe de albastru și turnurile minaret simetrice, ilustrând măiestria artistică și importanța istorică a edificiului.

În anul 1598, șahul Abbas I cel Mare mută capitala Imperiul Safevid de la Qazvin în vechiul oraș Isfahan. Imediat după acest evenimant, șahul a ordonat înfrumusețarea orașului prin restaurarea unor vechi monumente sau construirea altora. Printre aceste monumente noi se numără și Moscheea Șahului, ce a fost construită între anii 1611-1629 de către arhitectul-șef Shaykh Bahai. Ea a fost realizată din dorința șahului pentru a-și arăta puterea și pentru a rivaliza cu Moscheea Jameh, cea mai importantă moschee din oraș la acel moment.
Moscheea Șahului este o moschee de tip iwan, în stil safevid cu influențe selgiucide ce are un dom cu o înălțime de 53 de metri, patru minarete înalte de 42 de metri și o curte imensă cu patru portaluri uriașe. Decorul ei este încărcat, utilizând ca materiale principale marmura, cărămida și plăcile de Kashan. Spre deosebire de alte moschei, Moscheea Șahului nu respectă orientarea tradițională către sfântul oraș Mecca. 
Interiorul moscheii este frumos decorat cu mozaicuri și caligrafi coranice. Mihrabul este din marmură și are o înălțime de 10 metri și o lățime de 3 metri. Tot în interior se află o raclă ce conține un Coran scris de mână de către imamul Ridha și mantia însângerată a imamului Husayn. 
Un alt nume pentru această moschee este de Moscheea Imamului, numele fiind dat după Revoluția islamică iraniană din anul 1979. În prezent, Moscheea Șahului este cel mai celebru monument din Isfahan și este vizitat anual de mii de oameni.

## Galerie de imagini

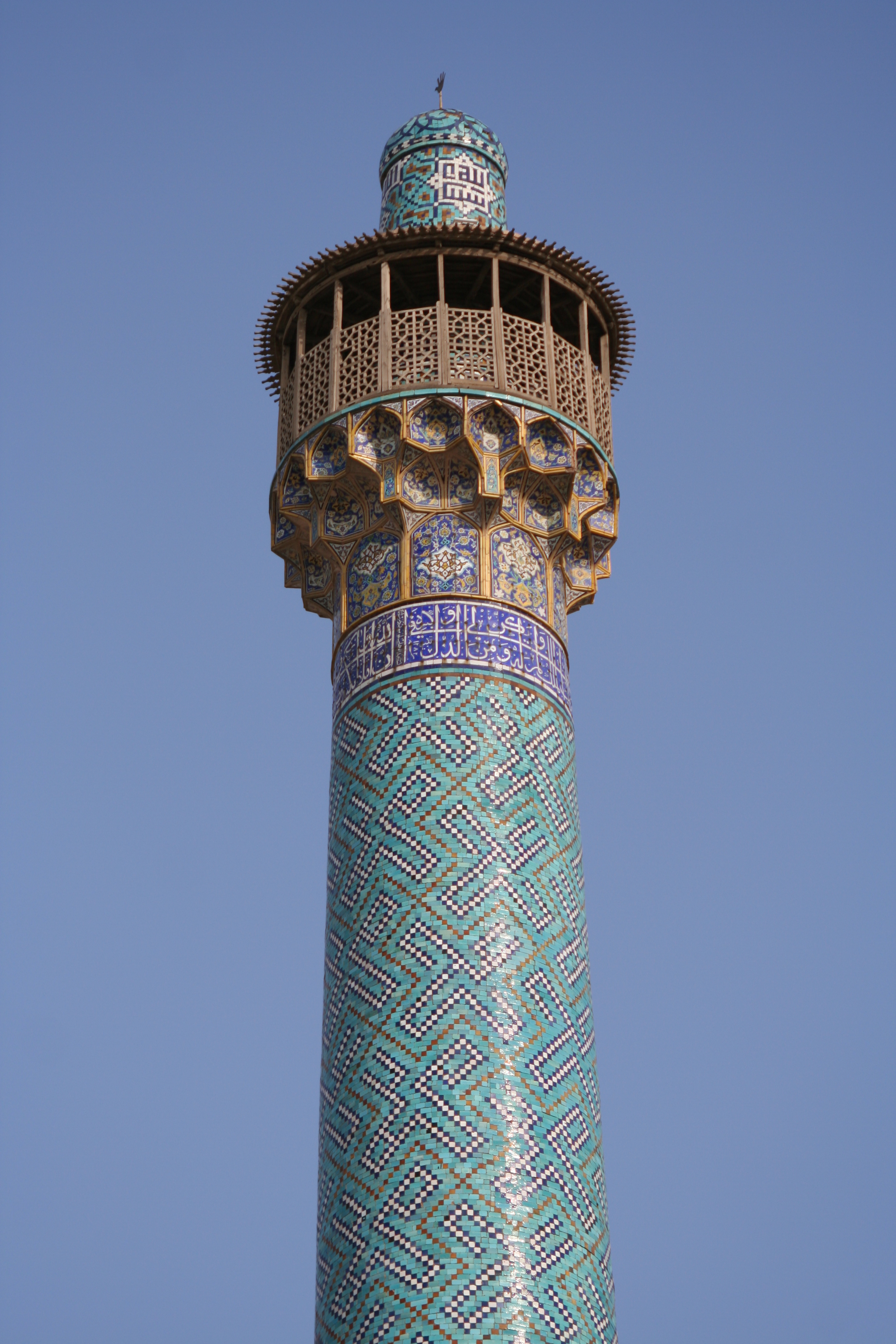
Un minaret.
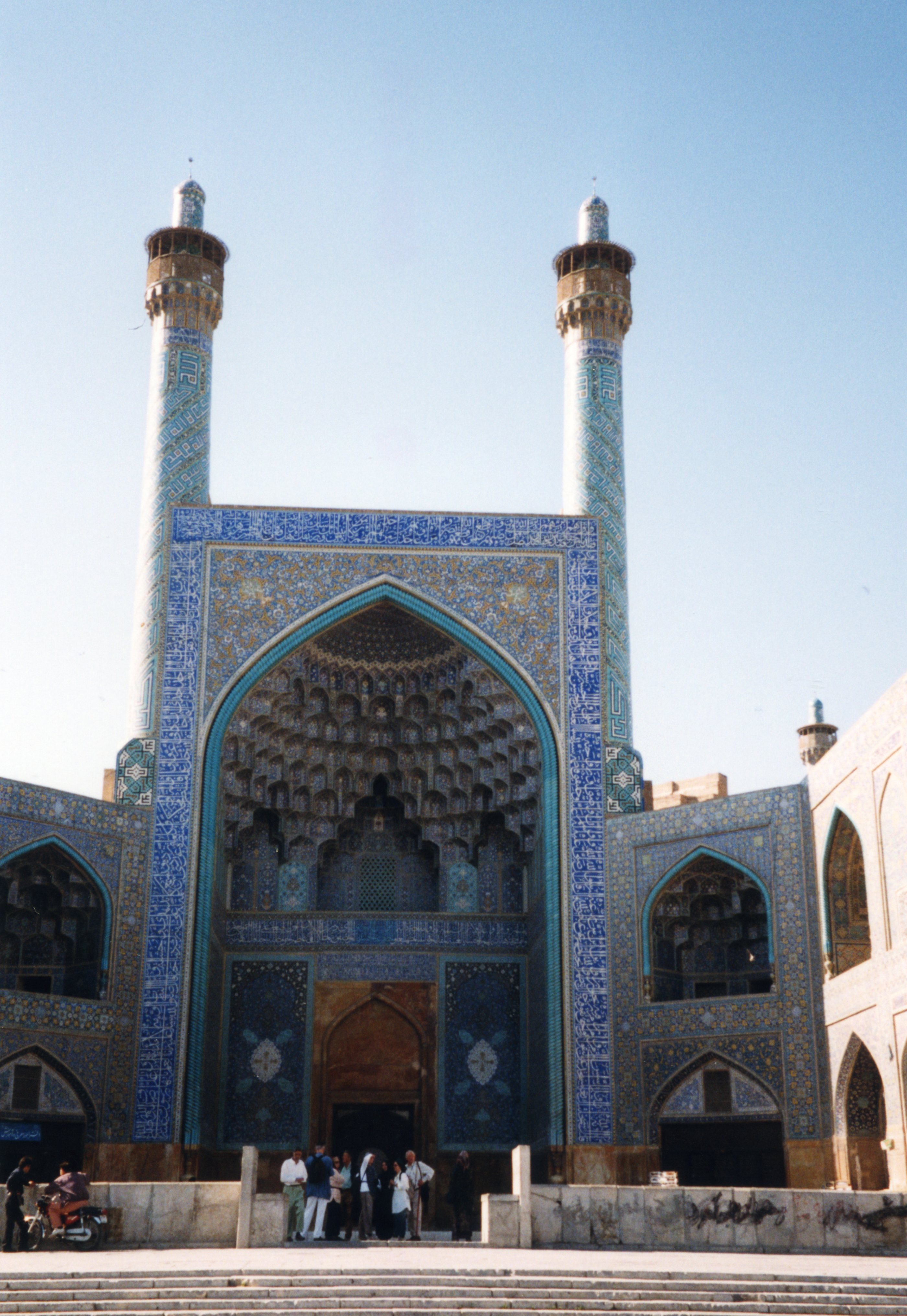
Portalul de la intrare.
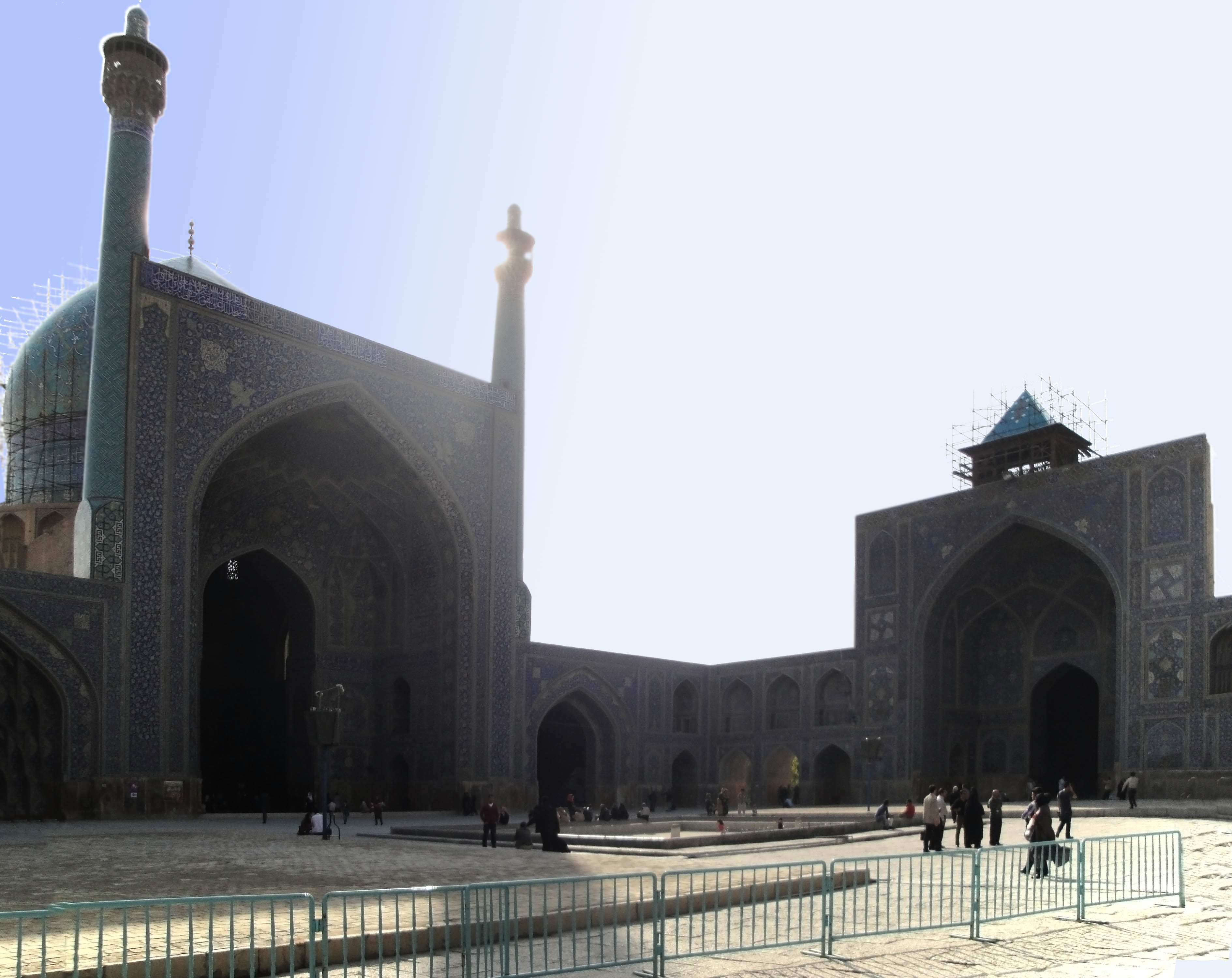
Curtea.
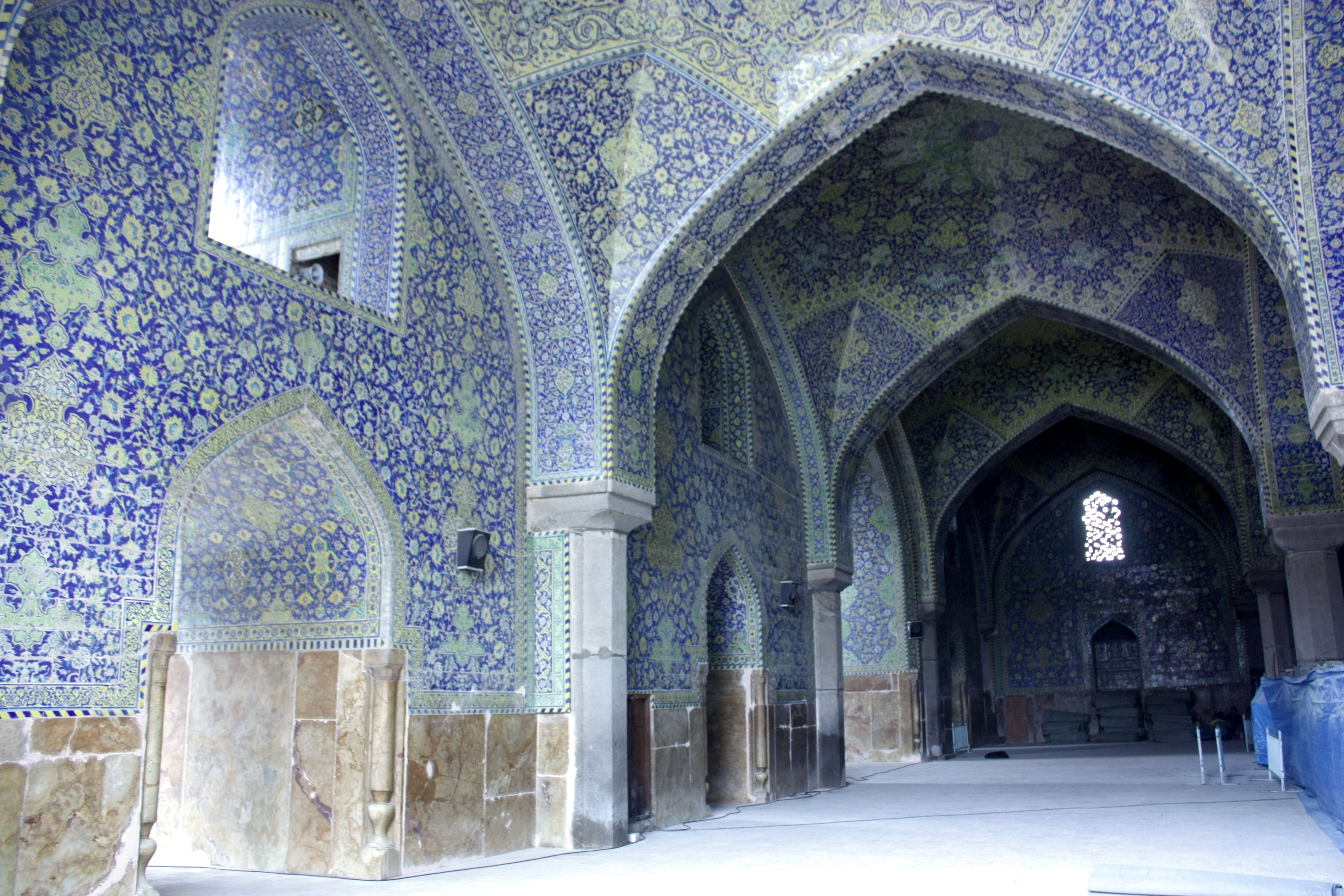
Interior.
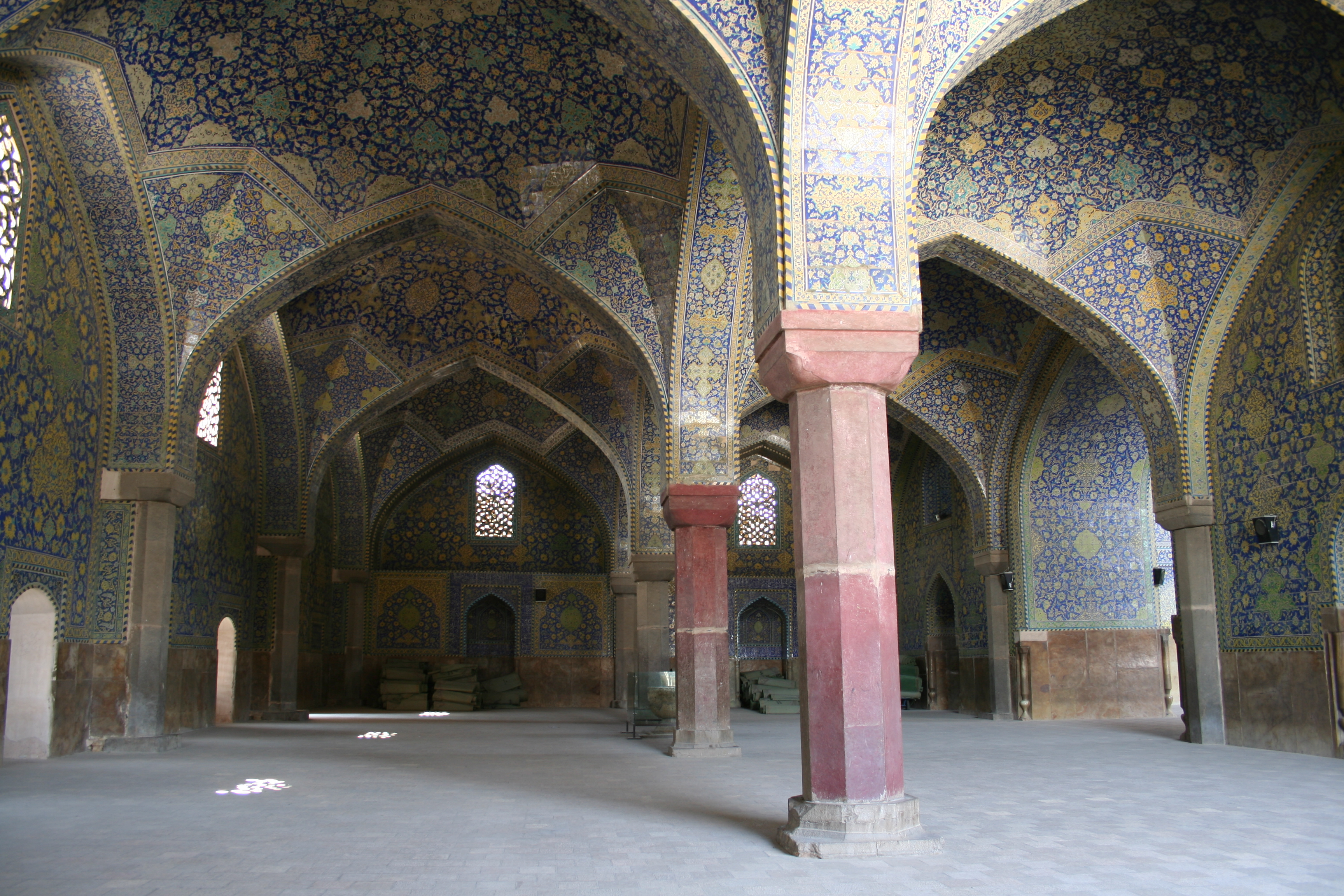
Galeri.
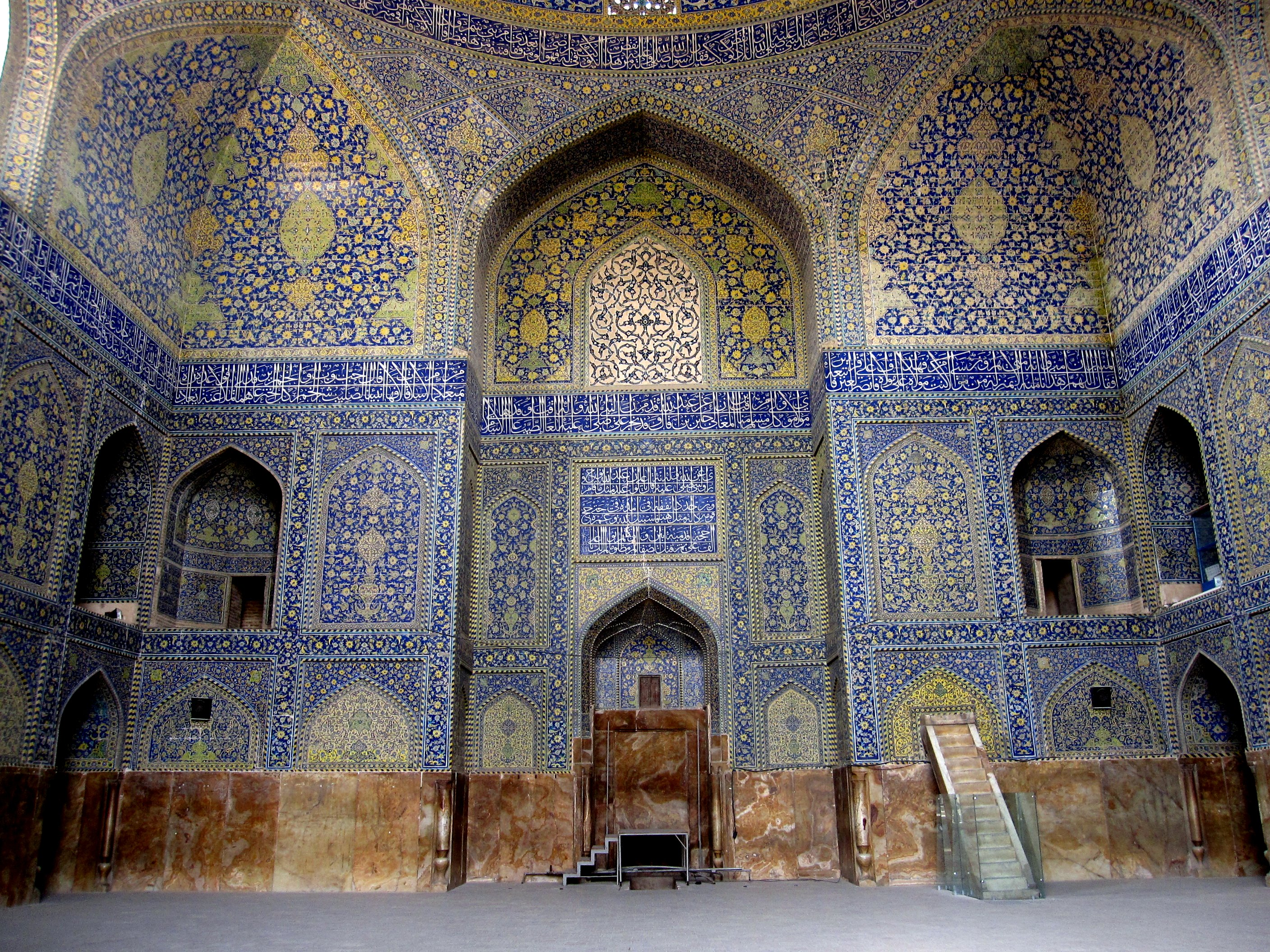
Mihrabul.
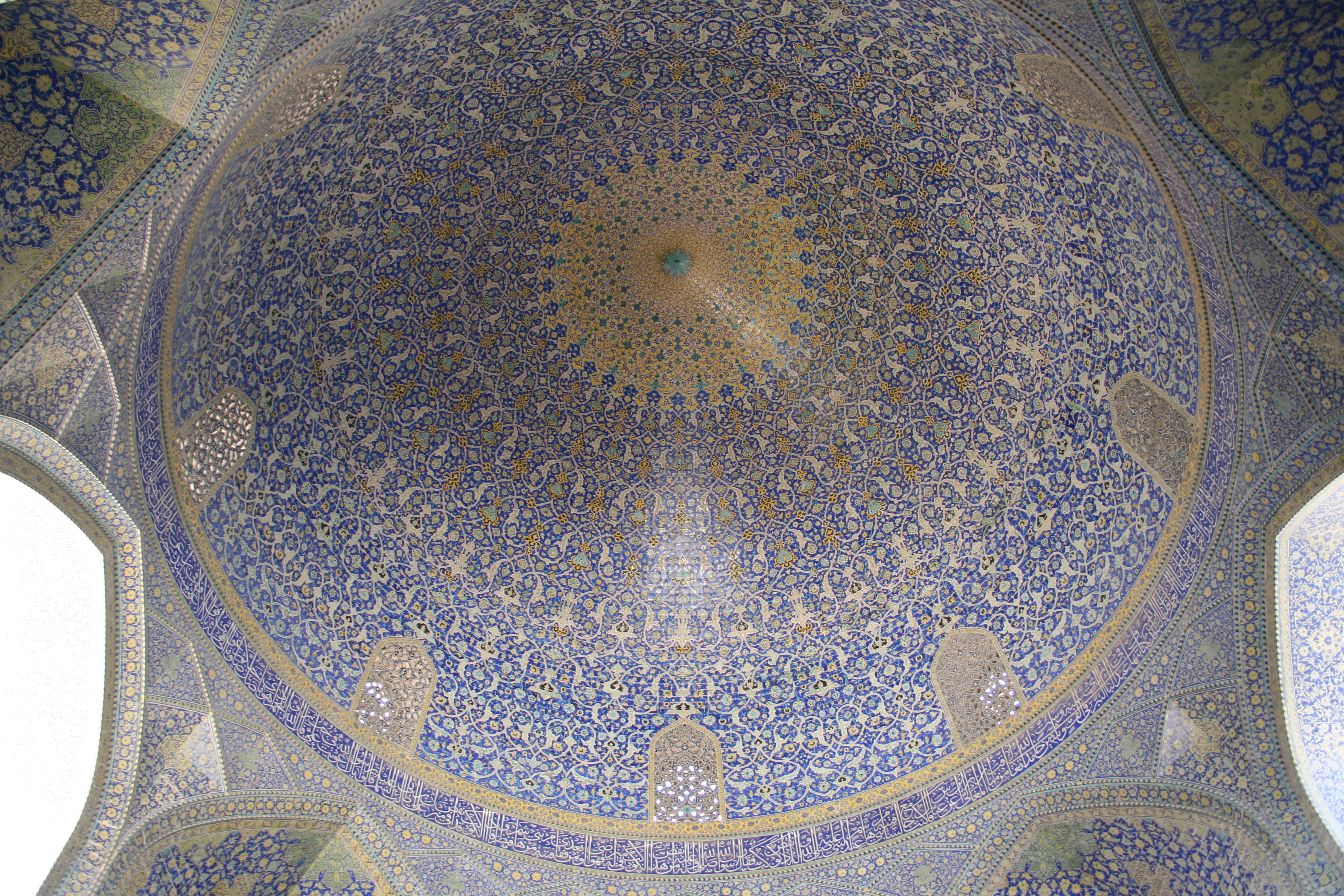
Domul.